# Poliglobulia
A poliglobulia ou policitemia é uma condição caracterizada por um aumento exagerado na quantidade de glóbulos vermelhos no sangue. Níveis de hemoglobina superior a 16,5 g/dl (gramas por decilitro) em mulheres ou maior do que 18,5 g/dL em homens adultos ou um hematócrito, um valor maior do que 48 em mulheres e ou 52 em homens serve para o diagnóstico de policitemia.

## Tipos e causas

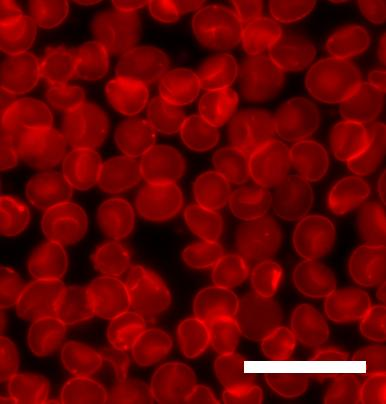
Glóbulos vermelhos (Hemácias) levam o oxigênio nos pulmões para o resto do corpo.

Pode ocorrer devido a uma exagerada atividade da medula óssea, que produz uma quantidade de glóbulos vermelhos superior ao normal.
- Poliglobulia primária: Quando o problema está nos próprios mecanismos de regulação da produção de hemácias.
  - Policitemia vera: Doença genética que aumenta a sensibilidade da medula óssea à eritropoietina.[2]
- Poliglobulia secundária: A grande maioria dos casos. A exagerada produção de glóbulos vermelhos é consequência de outras doenças, a fator ambiental ou drogas. Por exemplo, pode ser consequência de doenças respiratórias (como DPOC), resposta fisiológica por passar dias em grandes altitudes ou induzida por uso de esteroides anabolizantes. O aumento de hemácias pode ser uma resposta necessária para levar oxigênio aos tecidos.[3]
- Poliglobulia relativa: O nível de hemácias aparece aumentado porque o de plasma está reduzido, seja por desidratação, hemorragia ou alguma outra perda de fluídos. Nesse caso a poliglobulia é resolvida assim que o paciente é reidratado. Exemplo: Síndrome de Gaisbock.[4]

## Sinais e sintomas
Quando ocorre policitemia extrema, mais de 60% de hematócrito, a viscosidade sanguínea se torna tão alta que reduz a velocidade de circulação de oxigênio pelo organismo. Isso reduz a capacidade de alerta, causa tonturas, dores de cabeça e reduz a capacidade de fazer exercícios. Também pode causar um risco aumentado de trombose, acidente vascular cerebral, infarto do miocárdio e trombose venosa profunda.

## Tratamento
Depende da causa. Quando a causa da uma produção excessiva é por fatores genéticos (policitemia primária), pode ser necessário retirar o excesso de células sanguíneas com uma seringa 2 a 3 vezes por semanas (flebotomia). Em causas secundárias, o mais importante pode ser tratar a doença respiratória, parar de usar a droga responsável ou resolver a causa ambiental. Reduzir o peso, parar de fumar e fazer exercícios regulares pode melhorar a oxigenação diminuindo a necessidade para a produção de novas hemácias.
Quando a flebotomia não é recomendada, hidroxiureia e aspirina podem ser usados para reduzir o risco de trombose.